# Samotlor
Het olieveld Samotlor (Russisch: Самотлорское месторождение; Samotlorskohe mestopozjdenieje) is het grootste olieveld van Rusland, gelegen bij het West-Siberische Samotlormeer in het autonome district Chanto-Mansië. Het olieveld ligt in de olierijke regio West-Siberië, waar zich nog veel meer grote olievelden bevinden en wordt geëxploiteerd door TNK-BP. TNK-BP is een joint venture van British Petroleum en het Russische Alfa-Access-Renova (AAR) consortium welke werd opgericht in 2003.
Het veld werd ontdekt in 1965 bij het dorpje Nizjnevartovskoje en zorgde voor een enorme toename van de bevolking van deze plaats tussen 1970 en 1990 (van ± 15.000 naar ± 200.000), waardoor het uitgroeide tot een oliestad. In 1980 werd de piekproductie behaald. Volgens de toenmalige bronnen was dit 7,4 miljoen vaten olie per dag (1.000.000 m³), meer als de helft van de productie van de Sovjet-Unie. Echter, volgens Matthew Simmons was de olieproductie van het olieveld Samotlor in 1983 minder dan 3,5 miljoen vaten per dag. Zijn boek Twilight in the Desert haalt deze informatie uit het boek Crisis Amid Plenty van Thane Gustafson. Volgens deze gegevens waren de 7 miljoen vaten niet van Samotlor, maar van de hele regio van West-Siberië begin jaren 80.
Geprobeerd werd om de productieniveaus te handhaven door water in het veld te pompen, waardoor dit water zich vermengde met de overgebleven olie. De productie is sindsdien alleen maar gedaald.
In 1997 was het Samotlorveld 30 jaar oud en had toen 16 miljard vaten olie (2,5 km³) geproduceerd. De productie was toen gedaald naar 300.000 vaten (47.700 m³) per dag en werd beschouwd als bijna leeg. Door de toepassing van geavanceerde westerse technologieën maakten het echter mogelijk om nog meer olie uit het veld te halen. Op basis van een 3D seismisch onderzoek hebben Amerikaanse olieveldbedrijven 4.500 horizontale putten geslagen naast de bestaande 17.000 putten in opdracht van TNK-BP, waardoor de productie weer kon oplopen tot 450.000 vaten (72.000 m³) per dag.
Het Samotlorveld werd in 2000 door de United States Geological Survey geschat op ongeveer 20 miljard vaten (3,2 km³).